# Zacatelco
Zacatelco är en ort i Mexiko.   Den ligger i kommunen Zacatelco och delstaten Tlaxcala, i den sydöstra delen av landet, 100 km öster om huvudstaden Mexico City. Zacatelco ligger 2 223 meter över havet och antalet invånare är 38 466.
Terrängen runt Zacatelco är huvudsakligen platt, men österut är den kuperad. Runt Zacatelco är det mycket tätbefolkat, med 1 632 invånare per kvadratkilometer. Närmaste större samhälle är Cholula, 18,1 km söder om Zacatelco. I omgivningarna runt Zacatelco växer huvudsakligen savannskog.